# Calliope

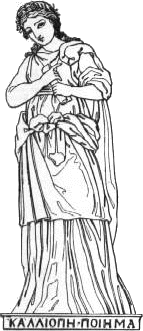
Calliope

În mitologia greacă, Calliope sau Caliope (în greacă: Καλλιόπη, Kalliope, „Voce frumoasă”) este una dintre cele nouă muze.

## Mitologie

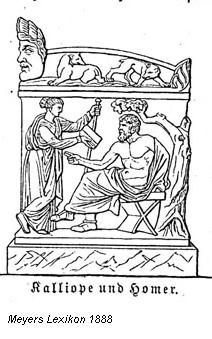
Calliope și Homer

Calliope este fiica lui Zeus și Mnemosyne. Este considerată primogenitura părinților ei precum și cea mai înțeleaptă dintre muze.
Calliope este muza genului epic și a elocvenței.
Calliope era  mama lui Orpheus și Linus, fiii lui Apollo sau Oeagrus, regele Traciei.
În general, apare în picturi cu un instrument de scris sau o liră în mână. După Hesiod (Theogonia), Calliope inspira regi și prinți. În epoca clasică, Calliope era considerată muza poeziei epice. Conform unei tradiții a pitagoreicilor, Calliope era și muza filosofiei.
Calliope este menționată de autori antici între care Hesiod, Pindar, Platon, Strabo, Ovidiu și Cicero.
Celelalte opt muze sunt: Clio, Erato, Euterpe, Melpomene, Polyhymnia, Terpsichore, Thalia și Urania.